# 정기봉
정기봉(鄭基鳳, 1957년 1월 23일 ~ , 서울특별시)은 SKC 대표이사 사장인 대한민국의 기업인이다. 

## 학력
- 부산고등학교 졸업
- 서울대학교 무역학과 졸업

## 경력
- SKC 미국지사 지사장
- SKC 전략기획실 실장
- SKC 사장실 실장
- SKC 화학사업부문 부문장, 부사장
- SKC 대표이사 사장

## 참고 자료
- 정기봉 다음 인물검색
- 정기봉 네이버 인물검색